# Skin Two
Skin Two ist ein englischsprachiges Fetischmagazin. Der Name bezieht sich auf Latexkleidung, die oft als Zweite Haut (Skin two) bezeichnet wird. Das Magazin wurde 1983 durch den Publizisten Tim Woodward und den Photographen Grace Lau gegründet. Das Magazin bietet Informationen über Fetischmode, Veranstaltungen, Partys, Menschen und sonstige Neuigkeiten. Es konzentriert sich auf Latex und andere Fetischkleidung und die Menschen und Veranstaltungen im Zusammenhang mit dem Tragen dieser Kleidung und alternative Mode im Allgemeinen. Es gibt auch viele Informationen und Features über Fetischismus und BDSM im Allgemeinen.